# Dziedawiczy
Dziedawiczy (biał. Дзедавічы; ros. Дедовичи) – osiedle na Białorusi, w obwodzie mińskim, w rejonie soligorskim, w sielsowiecie Akciabr.